# Superhéros (film, 2015)
Pour les articles homonymes, voir Superhéros (homonymie).
Pour plus de détails, voir Fiche technique et Distribution.
Superhéros est un film documentaire canadien sur le métier de pompier au Québec réalisé par Nathalie Ducharme et produit par la société Médias Big Deal Productions, sorti en 2015.

## Synopsis
Incursion unique et privilégiée au cœur du périlleux métier de pompier au Québec. Bien plus que des éteigneurs de feu, ces passionnés témoignent de leur amour envers la profession et nous dressent un portrait de sauvetages réussis et des dangers auxquels ils sont confrontés chaque jour.
Des superhéros risquant leur vie chaque jour pour en sauver d’autre.

## Fiche technique
- Titre français : Superhéros
- Réalisation : Nathalie Ducharme
- scénario : Nathalie Ducharme
- Recherchistes : Laurence Tellier-Brunelle, Ève Christin-Cuerrier, Nathalie Ducharme, Michel Lévesque
- Directeur de la photographie : Antoine Desjardins
- Caméraman: David Marescot, Michel Coulombe, Nathalie Ducharme
- Son : Éric Roy, Pascal Van StryDonck
- Assistante réalisatrice : Laurence Tellier-Brunelle
- Montage : Mireille Lacasse
- Assistant monteur : Marc Galarneau, Franck Le Coroller, Anne Sophie Ouellet, Frédéric Ouellet, Pier-Yvon Lefebvre.
- Monteur en ligne : Serge Sirois
- Création graphique et habillage : Justin Lachance
- Enregistrement voix et mix : Pierre-Olivier Grimard
- Production : Nathalie Ducharme (Médias Big Deal Productions)
- Production délégué : Isabelle Fortier
- Coordonnatrice de production : Laurence Tellier-Brunelle
- Comptabilité de production : Nancy Larue, Vicky Boisvert
- Avis juridiques : Me Caroline Benoit
- Sociétés de production : Médias Big Deal Productions
- Maisons de services : PMT, Studio Harmonie, Vidéo Services
- Société de diffusion : Canal D. Directrice des productions originales : Sylvie de Bellefeuille
- Produit avec la participation financière de : CMF-FMC, Crédits d'impôt Cinéma et Télévision (Québec), Crédit d'impôt pour production cinématographique ou magnétoscopique canadienne (Canada)
- Pays d’origine :  Canada
- Langue originale : français
- Format : couleur
- Genre : Film documentaire
- Lieux de tournage : Montréal
- Durée : 46 minutes
- Date de sortie au  Canada
  - 22 septembre 2015 : Canal D

## Distribution
- Joël Beaupré
- Yvon Tremblay
- Michel Lévesque
- Richard Lemieux
- Daniel Archambault
- Jonathan Pépin
- Frédéric Loriaux
- Patrick Marleau
- Stéphane Minchinton
- Charles Monette
- Sébastien Verdoucq
- André Brebant
- Éric Paradis
- Georges Guillemette
- Sylvie Paquette
- Mélanie, Thierry, Elisabeth et Réjean Guillemette
- Jacques Caron
- Ugo Beaudoin-Perreault
- Les pompiers des casernes 47 et 50 à Montréal
- Les étudiants du Collège Mont-Morency